# Olympische Sommerspiele 1976/Rudern – Achter (Frauen)
Der Ruderwettbewerb im Achter der Frauen bei den Olympischen Spielen 1976 in Montreal wurde vom 19. bis zum 24. Juli ausgetragen. Austragungsort war das Olympic Basin auf der Île Notre-Dame. 40 Athletinnen in acht Booten traten an.
Die Ruderregatta, die über 1000 Meter ausgetragen wurde, begann mit zwei Vorläufen. Die Boote auf Platz 1 qualifizierten sich direkt für das Finale, die anderen mussten in den Hoffnungslauf. Hier qualifizierten sich die ersten vier Boote für das A-Finale, die beiden anderen für das B-Finale.

## Ergebnisse

### Vorläufe

#### Vorlauf 1
| Rang | Nation         | Ruderinnen | Steuerfrau          | Zeit        | Qualifikation |
| ---- | -------------- | --- | ------------------- | ----------- | ------------- |
| 1    | Sowjetunion    | Ljubow Talalajewa Nadeschda Roschtschina Klavdija Koženkova Olena Subko Olha Kolkowa Nadeschda Roschon Olha Husenko Nelli Tarakanowa          | Olha Puhowska       | 3:00,19 min | A-Finale      |
| 2    | Rumänien       | Elena Avram Marioara Constantin Aurelia Marinescu Georgeta Militaru-Maşca Iuliana Munteanu Elena Oprea Florica Petcu-Dospinescu Filigonia Tol | Aneta Matei         | 3:01,80 min | Hoffnungslauf |
| 3    | Kanada         | Susan Antoft Gail Cort Mazina Delure Carol Eastmore Nancy Higgins Christine Neuland Wendy Pullan Rhonda Ross                                  | Illoana Smith       | 3:02,27 min | Hoffnungslauf |
| 4    | BR Deutschland | Eva Dick Isolde Eisele Erika Endriss Hiltrud Gürtler Brigitte Kiesow Waltraud Roick Marianne Weber Monika Zipplies                            | Ingrid Huhn-Wagener | 3:04,14 min | Hoffnungslauf |

#### Vorlauf 2
| Rang | Nation             | Ruderinnen | Steuerfrau       | Zeit        | Qualifikation |
| ---- | ------------------ | --- | ---------------- | ----------- | ------------- |
| 1    | DDR                | Brigitte Ahrenholz Henrietta Ebert Viola Goretzki Monika Kallies Christiane Knetsch Helma Lehmann Irina Müller Ilona Richter                                    | Marina Wilke     | 3:01,20 min | A-Finale      |
| 2    | Vereinigte Staaten | Carol Brown Anita DeFrantz Carie Graves Marion Greig Peggy McCarthy Gail Ricketson Anne Warner Jacqueline Zoch                                                  | Lynn Silliman    | 3:05,52 min | Hoffnungslauf |
| 3    | Polen              | Anna Brandysiewicz Róża Data Mieczysława Franczyk Aleksandra Kaczyńska Danuta Konkalec Bogusława Kozłowska-Tomasiak Maria Stadnicka Barbara Wenta-Wojciechowska | Dorota Zdanowska | 3:06,67 min | Hoffnungslauf |
| 4    | Niederlande        | Karin Abma Joke Dierdorp Barbara de Jong Maria Kusters-ten Beitel Liesbeth Pascal-de Graaff Marleen van Rij Annette Schortinghuis-Poelenije Loes Schutte        | Evelien Koogje   | 3:06,78 min | Hoffnungslauf |

### Hoffnungslauf
| Rang | Nation             | Ruderinnen | Steuerfrau          | Zeit        | Qualifikation |
| ---- | ------------------ | --- | ------------------- | ----------- | ------------- |
| 1    | Vereinigte Staaten | Carol Brown Anita DeFrantz Carie Graves Marion Greig Peggy McCarthy Gail Ricketson Anne Warner Jacqueline Zoch                                                  | Lynn Silliman       | 3:13,26 min | A-Finale      |
| 2    | Rumänien           | Elena Avram Marioara Constantin Aurelia Marinescu Georgeta Militaru-Maşca Iuliana Munteanu Elena Oprea Florica Petcu-Dospinescu Filigonia Tol                   | Aneta Matei         | 3:14,25 min | A-Finale      |
| 3    | BR Deutschland     | Eva Dick Isolde Eisele Erika Endriss Hiltrud Gürtler Brigitte Kiesow Waltraud Roick Marianne Weber Monika Zipplies                                              | Ingrid Huhn-Wagener | 3:15,16 min | A-Finale      |
| 4    | Kanada             | Susan Antoft Gail Cort Mazina Delure Carol Eastmore Nancy Higgins Christine Neuland Wendy Pullan Rhonda Ross                                                    | Illoana Smith       | 3:16,44 min | A-Finale      |
| 5    | Polen              | Anna Brandysiewicz Róża Data Mieczysława Franczyk Aleksandra Kaczyńska Danuta Konkalec Bogusława Kozłowska-Tomasiak Maria Stadnicka Barbara Wenta-Wojciechowska | Dorota Zdanowska    | 3:18,18 min | B-Finale      |
| 6    | Niederlande        | Karin Abma Joke Dierdorp Barbara de Jong Maria Kusters-ten Beitel Liesbeth Pascal-de Graaff Marleen van Rij Annette Schortinghuis-Poelenije Loes Schutte        | Evelien Koogje      | 3:21,44 min | B-Finale      |

### Finale

#### B-Finale
| Rang | Nation      | Ruderinnen | Steuerfrau       | Zeit        |
| ---- | ----------- | --- | ---------------- | ----------- |
| 7    | Polen       | Anna Brandysiewicz Róża Data Mieczysława Franczyk Aleksandra Kaczyńska Danuta Konkalec Bogusława Kozłowska-Tomasiak Maria Stadnicka Barbara Wenta-Wojciechowska | Dorota Zdanowska | 3:32,48 min |
| 8    | Niederlande | Karin Abma Joke Dierdorp Barbara de Jong Maria Kusters-ten Beitel Liesbeth Pascal-de Graaff Marleen van Rij Annette Schortinghuis-Poelenije Loes Schutte        | Evelien Koogje   | 3:35,87 min |

#### A-Finale
| Rang | Nation             | Ruderinnen | Steuerfrau          | Zeit        |
| ---- | ------------------ | --- | ------------------- | ----------- |
| 1    | DDR                | Brigitte Ahrenholz Henrietta Ebert Viola Goretzki Monika Kallies Christiane Knetsch Helma Lehmann Irina Müller Ilona Richter                  | Marina Wilke        | 3:33,32 min |
| 2    | Sowjetunion        | Olha Husenko Olha Kolkova Klavdija Koženkova Nadeschda Roschtschina Nadiya Rozhon Ljubow Talalajewa Nelli Tarakanowa Olena Subko              | Olha Puhovska       | 3:36,17 min |
| 3    | Vereinigte Staaten | Carol Brown Anita DeFrantz Carie Graves Marion Greig Peggy McCarthy Gail Ricketson Anne Warner Jackie Zoch                                    | Lynn Silliman       | 3:38,68 min |
| 4    | Kanada             | Susan Antoft Gail Cort Mazina Delure Carol Eastmore Nancy Higgins Christine Neuland Wendy Pullan Rhonda Ross                                  | Illoana Smith       | 3:39,52 min |
| 5    | BR Deutschland     | Eva Dick Isolde Eisele Erika Endriss Hiltrud Gürtler Brigitte Kiesow Waltraud Roick Marianne Weber Monika Zipplies                            | Ingrid Huhn-Wagener | 3:41,06 min |
| 6    | Rumänien           | Elena Avram Marioara Constantin Aurelia Marinescu Georgeta Militaru-Maşca Iuliana Munteanu Elena Oprea Florica Petcu-Dospinescu Filigonia Tol | Aneta Matei         | 3:44,79 min |